# احسان (نام)
- احسان روزبهانی مشت‌زن تیم ملی ایران
- احسان حدادی پرتاب‌کننده دیسک اهل ایران
- احسان لشگری کشتی‌گیر آزادکار تیم ملی ایران
- احسان علیخانی تهیه‌کننده ، مجری تلویزیونی و کارگردان اهل ایران
- حسان قموشی فرزند حجت الله مولقب ب سیف الله إسمیت از اهنگ ای ای ای خوشش میاید
- احسان الله خان دوستدار سیاستمدار انقلابی ایران
- احسان هوشمند روزنامه نگار ، فعال ملی مذهبی و پژوهشگر مطالعات قومی اهل ایران
- احسان پیغمبری ووشوکار تیم ملی ایران
- احسان قائم‌مقامی اولین استاد بزرگ شطرنج ایران
- احسان گنجی کارتونیست ، روزنامه نگار و وب‌نویس ایران
- احسان پیرهادی فوتبالیست اهل ایران
- اکمل‌الدین احسان‌اوغلو سیاستمدار ترک و استاد دانشگاه ترکیه
- احسان الله خان دوستدار مبارز و سیاستمدار انقلابی اهل ایران
- احسان عبده تبریزی زندانی سیاسی اهل ایران
- احسان‌الله بیات  اهل افغانستان
- احسان شریعتی فیلسوف معاصر اهل ایران
- احسان یارشاطر نویسنده و پژوهشگر کشور ایران
- احسان طبری سیاستمدار اهل ایران
- احسان خواجه‌امیری خواننده و آهنگساز کشور ایران
- احسان حاج‌صفی فوتبالیست اهل ایران
- احسان خرسندی فوتبالیست اهل ایران
- احسان فتاحیان فعال سیاسی ایران
- احسان جامی سیاستمدار دورگه ایرانی-هلندی
- احسان مهاجرشجاعی ورزشکار و دونده کشور ایران